# ミクソコッカス属
ミクソコッカス属はグラム陰性の非芽胞形成好気性桿菌。ミクソコッカス科に属し、その基準属である。基準種はミクソコッカス・フルブス。名称は粘液の顆粒を意味する。GC比は68から71。
粘液細菌を代表する属で、土壌に存在して粘液を出しながら運動する。集団で行動し、後続の菌は先行する菌の出した粘液を追跡する。細菌などを溶かして栄養を得るが、栄養状態が悪くなると集合して子実体を形成し、2μｍほどの粘液胞子を形成する。粘液胞子は栄養状態の良い場所で発芽して栄養細胞となる。